# Клифтон Хајтс (Пенсилванија)
Клифтон Хајтс (енгл. Clifton Heights) град је у америчкој савезној држави Пенсилванија.

## Демографија
По попису из 2010. године број становника је 6.652, што је 127 (-1,9%) становника мање него 2000. године.
| Група             | 2000.         | 2010.         |
| Белци             | 6.350 (93,7%) | 5.400 (81,2%) |
| Афроамериканци    | 198 (2,9%)    | 758 (11,4%)   |
| Азијати           | 102 (1,5%)    | 220 (3,3%)    |
| Хиспаноамериканци | 67 (1,0%)     | 144 (2,2%)    |
| Укупно            | 6.779         | 6.652         |